# Andrew Neiderman
Andrew Neiderman (* 1940 in Brooklyn) ist ein US-amerikanischer Schriftsteller und Drehbuchautor.

## Leben
Neiderman studierte zunächst Englisch und arbeitete als Lehrer an einer High School. Neben den Romanen, die unter seinem eigenen Namen erschienen, war er auch als Ghostwriter für V. C. Andrews tätig. 2008 schrieb er das Libretto zu einem Musical nach seinem Roman The Devil’s Advocate.

## Filmografie
Literarische Vorlage
- 1988: Pin
- 1995: Der Psychopath (The Maddening)
- 1996: Die Versuchung – Tender Loving Care (Tender Loving Care)
- 1997: Im Auftrag des Teufels (The Devil’s Advocate)
- 1998: Teuflische Engel – Sie kriegen euch auch noch (Perfect Little Angels)

Drehbuch
- 1992: Tödliche Erinnerungen (Duplicates)